# Дальневосточная сардина
Дальневосто́чная сарди́на, или иваси́, (лат. Sardinops melanostictus) — морская рыба рода сардинопсы (Sardinops). Торговое название «сельдь иваси» данная рыба получила благодаря внешнему сходству с сельдью и японскому слову 鰯 [ʔiwaɕi] «сардина».
Некоторые авторы не выделяют дальневосточную сардину в отдельный вид, а считают её подвидом Sardinops sagax melanosticta.

## Описание
Иваси относятся к рыбам небольшого размера. В возрасте 3—5 лет они обычно имеют длину 20 см и массу 100 г.
Максимальная длина достигает 30 см, масса 140 г. Продолжительность жизни — до 8 лет.
Тело удлинённое, сжатое с боков. В спинном плавнике 17—21 мягких лучей, в анальном 17—22 мягких лучей. Хвостовой плавник вильчатый, его задняя часть чёрная. Окраска тела серебристо-белая, а спины — зеленоватая. Вдоль тела проходит ряд тёмных пятен.
Иваси — рыба массовая, стайная. Живет в верхних слоях воды (пелагическая) и держится косяком от 5 до 40 метров в длину.

## Распространение
Обитает в морях Дальнего Востока, преимущественно в Японском море, севернее и южнее его. В северные широты заходит до Курильских островов и берегов Камчатки. На юге водится у берегов Кореи и Китая, вплоть до северной части Южно-Китайского моря. Также встречается у тихоокеанских берегов Японии.

### Нерест
Начинается в декабре-январе в южных районах Японского моря у острова Кюсю. Продолжается в марте-апреле у берегов Корейского полуострова и у залива Тояма (центр острова Хонсю). Заканчивается в мае-июне на севере японского побережья. Самка иваси заходит в заливы или бухты и оставляет от 50 000 до 200 000 икринок. Ученые считают это высокой плодовитостью.

### Нагул
Перед размножением иваси интенсивно питается и набирает жир. Кормом является планктон, который ночью поднимается на поверхность, а днём опускается на глубину. В районе с одинаковой температурой косяки скапливаются там, где планктона больше.

## Хозяйственное значение
Сардина иваси — важнейшая промысловая рыба. Это ценный продукт питания. Её мясо жирное, содержит значительное количество ненасыщенных жирных кислот Омега-3. В советские времена эта рыба была очень популярна благодаря доступности, полезности и отменному вкусу. Под маркой «сельдь иваси» она продавалась в магазинах в виде консервов и пресервов.
Иваси добывают все страны региона обитания рыбы. В конце 1980-х годов мировые уловы достигали 5,4 млн тонн.
Имеет место проблема цикличности численности иваси. Из-за особенностей цикла её миграции, изменений в направлении морских течений и других факторов популяция иваси у российских берегов то увеличивается, то уменьшается, причём очень сильно. Цикл составляет более 30 лет. Последний раз пик численности был в 1970—1980-х годах. В начале 1990-х, в связи с неблагоприятной экономической обстановкой в стране, она ушла из вод вблизи России, и её промысел полностью прекратился почти на 20 лет. Но начиная с 2013 года учёные стали фиксировать массовое появление сардины близ Курил, а в 2016 году прошла первая с начала 1990-х годов целенаправленная путина иваси, в ходе которой было выловлено около 7 тысяч тонн. Результаты учётной съёмки 2017 года показали общую биомассу сардины вблизи Южных Курил в объёме 3,2 млн тонн. Учёные рекомендовали к возможному вылову 60 тыс. тонн с возможностью оперативного увеличения; в перспективе её вылов российскими рыбаками может увеличиться до сотен тысяч тонн в год. Очередной пик численности ожидается после 2020 г.

## Промысел
Промышленный лов иваси ведётся кошельковым неводом — прямоугольной сетью с поплавками и кольцами. Косяк рыбы окружают неводом, а потом тросом через кольца в нижней части сеть стягивают в «закрытый кошелек». Из этого огромного сачка живую рыбу специальными мотоботами выгружают на плавзавод, где её перерабатывают.
Ловля иваси достаточно сложна: при замёте сети необходимо учитывать одновременно движение косяка рыбы, скорость и направление ветра и морского течения, градус циркуляции рыболовного судна. Любая ошибка чревата потерей кошелькового невода, длина которого доходит порой до 1 км при высоте стенки 200 м.
Основная добыча иваси российскими рыбаками ведется в районе южных Курильских островов летом.

### Россия
Возрождение промысла иваси российскими рыбаками началось в 2016 году, после 25-летнего перерыва. За летнюю путину три сейнер-траулера компании «Доброфлот» — «Калиновка», «Дмитрий Шевченко» и «Стерлядь» — выловили около 5 тыс. тонн иваси в районе Южных Курил. Все суда сдавали рыбу на плавзавод «Всеволод Сибирцев», на котором прямо в море из неё делали консервы и пресервы.
В путину 2018 г вылов значительно вырос и достиг величины 62,6 тыс. т. В 2019 г. вылов сардины российскими рыбаками увеличился более чем в 2 раза и составил 133 тыс. т. Японский вылов сардины в 2019 г составил 525 тыс. т.

### Япония
C начала 1990-х в основном только японские рыбаки ловили иваси у своих берегов. С 2012 г. в течение 5 лет вылов ежегодно увеличивался на 25—30 %. В 2014 году в тихоокеанских водах вблизи Японии было добыто 200 тыс. тонн, а в Японском море вылов составил 100 тыс. тонн.

### Южная Корея
Когда в 1990-х запас рыбы уменьшился из-за 30-летнего периода «депрессии», в Южной Корее добыча резко упала, как и в России. Сейчас, когда популяция иваси выросла, промысел возобновляется.

### Китай
Китайские торговые компании отправляют замороженную в море иваси на экспорт. Сардину замораживают в блоках по 10 кг для консервной промышленности. В порту Сямынь, на побережье Тайваньского пролива, десятки компаний обещают поставлять клиентам как минимум 500 тонн рыбы в месяц.

## Иваси в культуре СССР
Вместе с килькой в томатном соусе и докторской колбасой, «сельдь иваси» стала символом советского времени вообще и восьмидесятых в частности. В это время авторы-исполнители Алексей Иващенко и Георгий Васильев создают бардовский дуэт «Иваси» и поют о простых радостях жизни.
В начале 70-х в магазинах вместо дешёвой селедки появилась дорогая селёдка иваси, а цена на такси изменилась с 10 коп/км на 20 коп/км. Результат народного творчества по этому поводу (один из многочисленных вариантов): «Ах, спасибо тебе Лёня за селедку иваси, а еще тебе спасибо за апрельское такси».
В сказке Леонида Филатова «Про Федота-стрельца, удалого молодца» нянька высказывает царю недовольство гишпанским послом:

Как же, помню!.. Энтот гранд

Был пожрать большой талант:

С головою влез в тарелку,

Аж заляпал жиром бант!

Что у гранда не спроси —

Он, как попка, — «си» да «си»,

Ну а сам всё налегает

На селёдку иваси!